# Dao sinh tồn

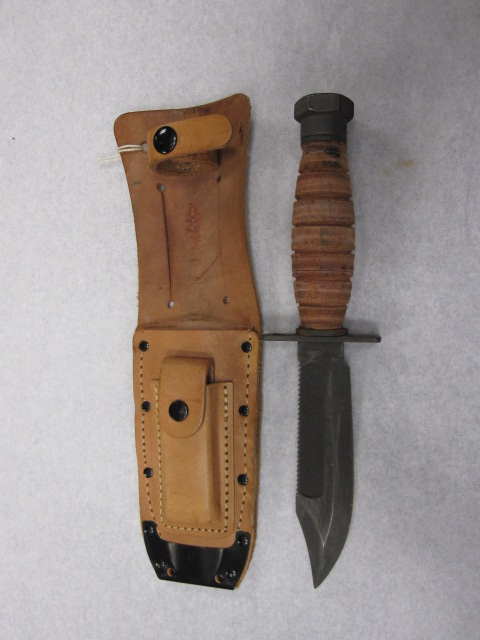
Mẫu dao sinh tồn của các phi công

Dao sinh tồn (survival knife) hay dao đi phượt là loại dao găm kiêm dụng nhiều chức năng dành cho mục đích sống sót trong môi trường hoang dã, thường là trong trường hợp khẩn cấp khi người dùng bị mất hầu hết các phương tiện, trang thiết bị chính của mình. Các đơn vị quân đội cấp một số loại dao sinh tồn cho phi công trong trường hợp máy bay của họ có thể bị bắn hạ. Dao sinh tồn có thể được sử dụng để bẫy, lột da, cắt gỗ, chạm khắc gỗ và các mục đích sử dụng khác. 
Thợ săn, người đi bộ và những người đam mê thể thao ngoài trời sử dụng dao sinh tồn. Một số dao sống sót là lưỡi nặng và dày. Các loại dao sinh tồn khác có trọng lượng nhẹ hoặc gấp lại để tiết kiệm trọng lượng và số lượng lớn như một phần của bộ dụng cụ sinh tồn lớn hơn. Chức năng của chúng thường bao gồm phục vụ như một con dao đi săn. Các tính năng, chẳng hạn như tay cầm rỗng có thể được sử dụng làm không gian lưu trữ cho các vật phẩm nhỏ tương tự, bắt đầu trở nên phổ biến vào những năm 1980.

## Tham khao
- McDougall, Len (2001). The Field & Stream Wilderness Survival Handbook. The Lyons Press. pp. 76–90. ISBN 978-1-58574-356-8.
- Jackson, Mark (1987). "Survival Knives". Black Belt. Active Interest Media, Inc. 25 (2): 40–48.
- Lang, Bud (1992). "Chris Reeve Knives We Put Two Of His One-Piece Knives To The Test With Unexpected Results". Knives Illustrated: 64–66.
- Hunt, Robert E. (2006). Randall Knives: Rare, Unique, & Experimental. Turner Publishing. pp. 143–147. ISBN 978-1-59652-217-6.
- Pacella, Gerard (2002). 100 Legendary Knives. Krause Publications. p. 224. ISBN 0-87349-417-2.
- Southworth, Samuel A.; Stephen Tanner (2002). U.S. Special Forces: A Guide to America's Special Operations Units-The World's Most Elite Fighting Force. Da Capo Press. pp. 113–114. ISBN 978-0-306-81165-4.
- Lewis, Jack (2007). The Gun Digest Book of Assault Weapons: From Bayonet to Multi-tool. Gun Digest Books. pp. 221–224. ISBN 978-0-89689-498-3.